# المدرسة المنهجية في الطب
كانت المدرسة المنهجية في الطب واحدةً من المدارس التي سادت في بلاد الإغريق و الرومان القديمتين و ما كان يتبعهما من بلاد (سوريا, مصر...الخ). ظهرت المدرسة المنهجية على السّاحة الطبيّة ردّاً على المدرستين التجريبيّة (الأمبريقية) و العقائديّة (الدوغمائية). في حين ظلت أصول المدرسة المنهجية مسألةً مثيرةً للجدل, فإن عقائدها بقيت موثقةً بصورةٍ حسنة. أشار سيكستوس إمبيريكوس إلى الأرضية المشتركة التي تجمع المدرسة المنهجية مع مذهب البيرونية الفلسفي, حيث «اتّبعته و أخذت كل ما هو نافع فيه».

## التّاريخ
ليس ثمّة إجماعٌ واضح فيما يتعلق بمؤسس المدرسة المنهجية و تاريخ هذا التأسيس, فقد تم التوصل إلى خلاصةٍ مفادها أن الفضل في تأسيسها إنما يعود لتلامذة أسكليبياديس, و خصوصاً ثيميسون اللاذقي و هو التلميذ الأبرز لأسكليبياديس, حيث يُحسب له تأسيس المدرسة المنهجية في القرن الأول قبل الميلاد. علماً بأنّ بعض المؤرخين ينسِبون تأسيسها إلى أسكليبياديس نفسه في 50 ق.م, كما ادُّعي بأنّ المدرسة المنهجيّة لم ترَ النور إلا في القرن الأول للميلاد. عموماً فإن حقيقة أن المدرسة المنهجية جاءت رداً على المدرستين التجريبية و العقلانية (العقائدية) باتت أمراً واسع القبول.

## العقائد
تُأكّد المدرسة المنهجيّة على علاج المرض أكثر من اهتمامها بالتاريخ المرضي للفرد المصاب. وفقاً للمنهجيين ليس الطب إلّا «درايةً بعموميّات قابلةٍ للكشف» أي معرفة مجموعةٍ من العلامات العامة المتكررة الحدوث, و التي تتمظهر بصورةٍ محسوسة يمكن كشفها. ينظر المنهجيون إلى الطّب بوصفه شكلاً من أشكال الفنون, و هو ما يتعارض مع نظرة كل من التجريبيين و العقائديين.
يشدّد المنهجيون على أنّ معرفة الأسباب التي أدت  للإصابة بالمرض لا علاقة لها بالطريقة التي يجب إتباعها لشفائه, فالنجاح في الشفاء يتطلّب درايةً ببعض الأعراض العامة للحالة المرضية, ولذلك, ما على الطبيب إلا أن يكشِف المرض و من خلال كشفه للمرض بإمكانه أن يحدّد الخطّة العلاجيّة التي يجب إتّباعها لشفائه, فمعرفة المرض وحدها كفيلةٌ بإرشاد الطبيب إلى العلاج المناسب لهذا المرض, حيث يدّعي المنهجيون بأن المرض هو بطبيعته دالٌ على علاجه, تماماً كما يدلنا الجّوع إلى الطّعام و العطش إلى الشّرب, و كما أشار سيكستوس إمبيريكوس فقال: عندما يُوخز الكلب بشجرةٍ شائكة, فإنّه سرعان ما يقوم وبصورةٍ طبيعية, بإزالة الأجسام الغريبة التي علقت بجسمه و التي سببت له الاعتلال.
الجّوهر في هذه النظرية كان فكرة الانقطاع في الجريان الاعتيادي للذرات من خلال مسام الجسم ما يؤدي حسب النّظرية لحدوث المرض. يكفي لكي يُشفى المريض أن يلاحظ الطّبيب بعض الأعراض العامة المميِّزة للحالة المرضية, حيث تعتبر النظرية بأن هنالك ثلاثة أنواعٍ من المرض, الأول هو المرض الناتج عن الانقطاع في الجريان, الثاني هو نتيجة انطلاق زائدٍ للجريان, و الثالث هو خليطٌ  بين الحالتين.أحياناً يكون الإطراح لدى المريض ضعيفاً أو قوياً بصورةٍ مفرطة, هذه الحالات المرضيّة قد تكون حادةً أو مزمنة, متفاقمةً و أحياناً أخرى مستقرةً أو منحسرة, حال معرفة التصنيف الذي تنتمي إليه الحالة المرضيّة محل البحث, عندها, يمكن اتخاذ الإجراءات المناسبة, حيث يمكن تفتيح الجسم إذا كان منقطع الجريان, أو كتمه إن كان شديد الانطلاق, أما إن كانت الحالة مختلطةً فمن الضروري أن يُعمل على شفاء المظاهر المرضيّة الأكثر خطورةً أولاً. لكل نمطٍ من أنماط الحالات المرضيّة طريقةٌ خاصةٌ للعلاج , سواء كانت حالةً حادةً أم مزمنة, منحسرةً أو متفاقمةً أو مستقرة . ملاحظة هذه التفاصيل و عزلها عن بعضها يمثّل فنّ الطب أو ما يسمى (method) باليونانية.
كان ثيميسون اللاذقي يرى بأن السّعي وراء كشف  مسببات المرض يبدو وكأنه ركون و اعتماد على أساس تنقصه اليقينيّة, لذلك فقد أراد أن يُطبّق نظامه على الحالات المتشابهة و المشتركة بين العديد من الأمراض, دون أن يأخذ في اعتباره حقيقة أن هذه التشابهات كانت لا تقل في غموضها عن مسببات المرض التي تتمسك بها المدرسة العقائدية (الدوغمائية) .

## الاختلافات بين المدرسة المنهجيّة و المدرستين التجريبيّة (الإمبيريقيّة) و العقائديّة (دوغمائيّة)
تتعامل المدرسة المنهجيّة بطريقةٍ مفادها أنه و بمجرد تعرّف الطبيب على الماهية الحقيقية للداء الذي يعاني منه المريض, فإن العلاج الواجب إتباعه يمسي و بطبيعة الحال مسألةً واضحةً جلية, فالمسألة ليست مسألة ملاحظةٍ أو تضارب, بل هي معرفةٌ فورية.
بالنسبة للعقائديّ فإن الأعراض التي يُبديها المرض إنما تُنبئ عن حالةٍ خفيّةٍ هي المسببة للمرض, فليس بمقدور الطبيب أن يوجد الطريقة المثلى لعلاج المريض ما لم يكن على معرفةٍ بالحالة الخفية المسببة للمرض, فالأعراض هنا تشير إلى الحالة الخفية المسببة للمرض, و الحالة الخفية بدورها تشير إلى العلاج الواجب إتباعه.
يرفض المنهجيون كما التجريبيون مفهوم الحالة الخفية, حيث يرون بأن لا حاجة لتعقيد الأمور من خلال التعريج على مسألة الحالة الخفية, فالأعراض الظاهرة تكفي لإرشاد الطبيب إلى ما يجب عليه القيام به.
من جهة أخرى, يرفض المنهجيون المفهوم التجريبي القائل بأن التجربة إنما تمثل صلة الوصل بين المرض  و العلاج, فبالنسبة للمنهجيين تبدو علاجات الأمراض المختلفة واضحةً بشكل مباشر, فالمسألة بالنسبة لهم إنما هي مسألة حس بالمنطق يتشاركه كثير من الناس. بالنسبة للمنهجين ليس هناك من حاجةٍ لتبرير العلاج و تسويغه  من خلال دعمه بالتجربة, فبالنسبة لهم لا بديل يمكن تصوره لمعرفتهم الفطرية بالعلاج الملائم.
و نظراً لأن المنهجيين لا يعدّون درايتهم بالعلاج مسألةً مرتبطةً بالتجربةِ و الملاحظة, فهم بذلك يقفون في صف واحد  مع العقائديين, و ذلك من خلال اتخاذهم العقل و المنطق  وسيلةً للوصول إلى العلاجات المناسبة, رغم أنهم لا يشاركون العقائديين آرائهم حول إعمال العقل بهدف إيجاد الحالة الخفيّة التي تقف وراء ما نلمسه من أعراض.
يكمن الفرق الأساسي بين الأطباء المنهجيين من جهة و أولئك التجريبيين و العقائديين من جهةٍ أخرى, في أن المعرفة لدى المنهجيّ تبدو صلبة و أكيدة, و بأنها لا تترك مجالاً للمراجعات المستقبلية, فعوضاً عن الاعتماد على المنطق و التجربة , يقوم المنهجيون بما يعتبرونه بديهياً في وضوحه, فلا مجال لديهم للخطأ.

## وصلات خارجية
- Aulus Cornelius Celsus, On Medicine, Prooemium